# Venezillo brevispinis
Venezillo brevispinis är en kräftdjursart som först beskrevs av Arthur Sperry Pearse 1915.  Venezillo brevispinis ingår i släktet Venezillo och familjen Armadillidae. Inga underarter finns listade i Catalogue of Life.